# Cobh
Cobh (pron.: /ˈkoʊv/ o an Cóbh (en irlandès) és una ciutat portuària situada a la costa meridional del Comtat de Cork, a Irlanda. Cobh es troba al sud de Great Island, al Port de Cork. La població es troba davant Spike Island i Haulbowline Island. La Catedral de Sant Colomà, un dels edificis més alts d'Irlanda i seu de la Diòcesi de Cloyne, es troba en un punt elevat de la població.
El nom de la ciutat, que ha tingut nombrosos noms en irlandès, fou anomenada primer Cove ("La cova de Cork") en 1750. Cap al 1850 fou reanomenada Queenstown per a commemorar una visita de la reina Victòria. Aquest nom es va mantenir fins a la formació de l'Estat Lliure d'Irlanda fou reanomenada Cobh Cobh és la gaelització del nom anglès Cove i no té cap significat en irlandès.

## Agermanaments
- Kolbuszowa
- Ploërmel (Ploermael)
- Pontarddulais
- Cruzeiro (São Paulo)
- Lake Charles (Louisiana)

## Esports
Roy Keane, exjugador del Manchester United FC, i Stephen Ireland, exjugador de l'Aston Villa, debutaren com a professionals al Cobh Ramblers FC.